# 斯莫什
50°40′8″N 32°34′1″E / 50.66889°N 32.56694°E
斯莫什（烏克蘭語：Смош），是烏克蘭的村落，位於該國北部切爾尼戈夫州，由普里盧基區負責管轄，始建於1629年，面積2.19平方公里，海拔高度116米，2001年人口321，人口密度每平方公里146.6人。